# Spansion

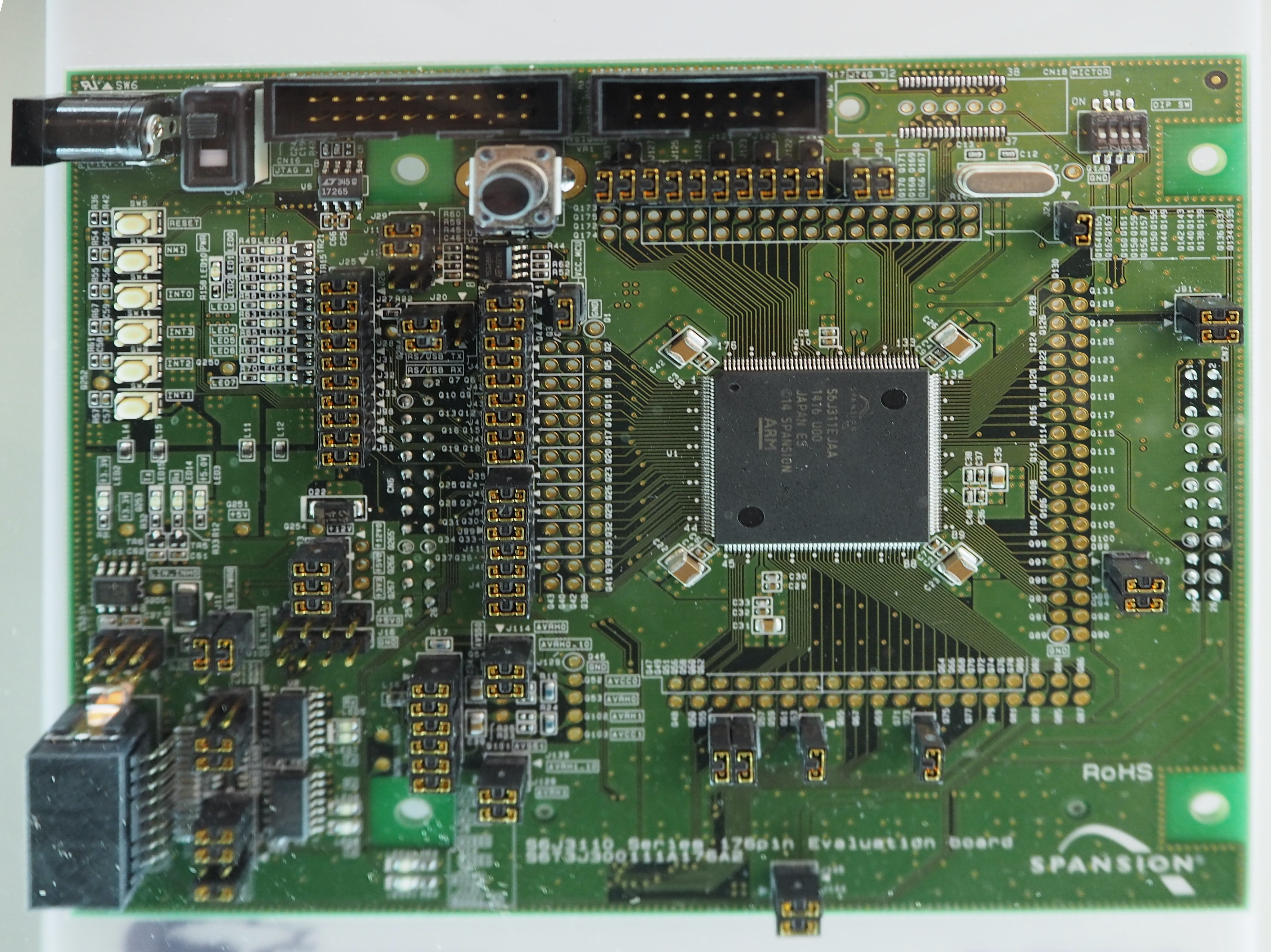
Spansion Traveo evaluation-board

Spansion est une société qui produit exclusivement des mémoires flash de technique NOR. Elle était une co-entreprise de AMD et Fujitsu jusqu'en 2005. Elle fait partie de l'organisme de normalisation des mémoires flash, ONFI.
En décembre 2014, Cypress Semiconductor annonce sa fusion avec Spansion pour 1,59 milliard de dollars, pour créer une nouvelle entreprise sous le nom de Cypress Semiconductor.